# La Couture-Boussey
La Couture-Boussey is een gemeente in het Franse departement Eure (regio Normandië). De plaats maakt deel uit van het arrondissement Évreux. La Couture-Boussey telde op 1 januari 2022 2.301 inwoners.

## Geografie
De oppervlakte van La Couture-Boussey bedroeg op 1 januari 2022 10,9 vierkante kilometer; de bevolkingsdichtheid was toen 211,1 inwoners per km².

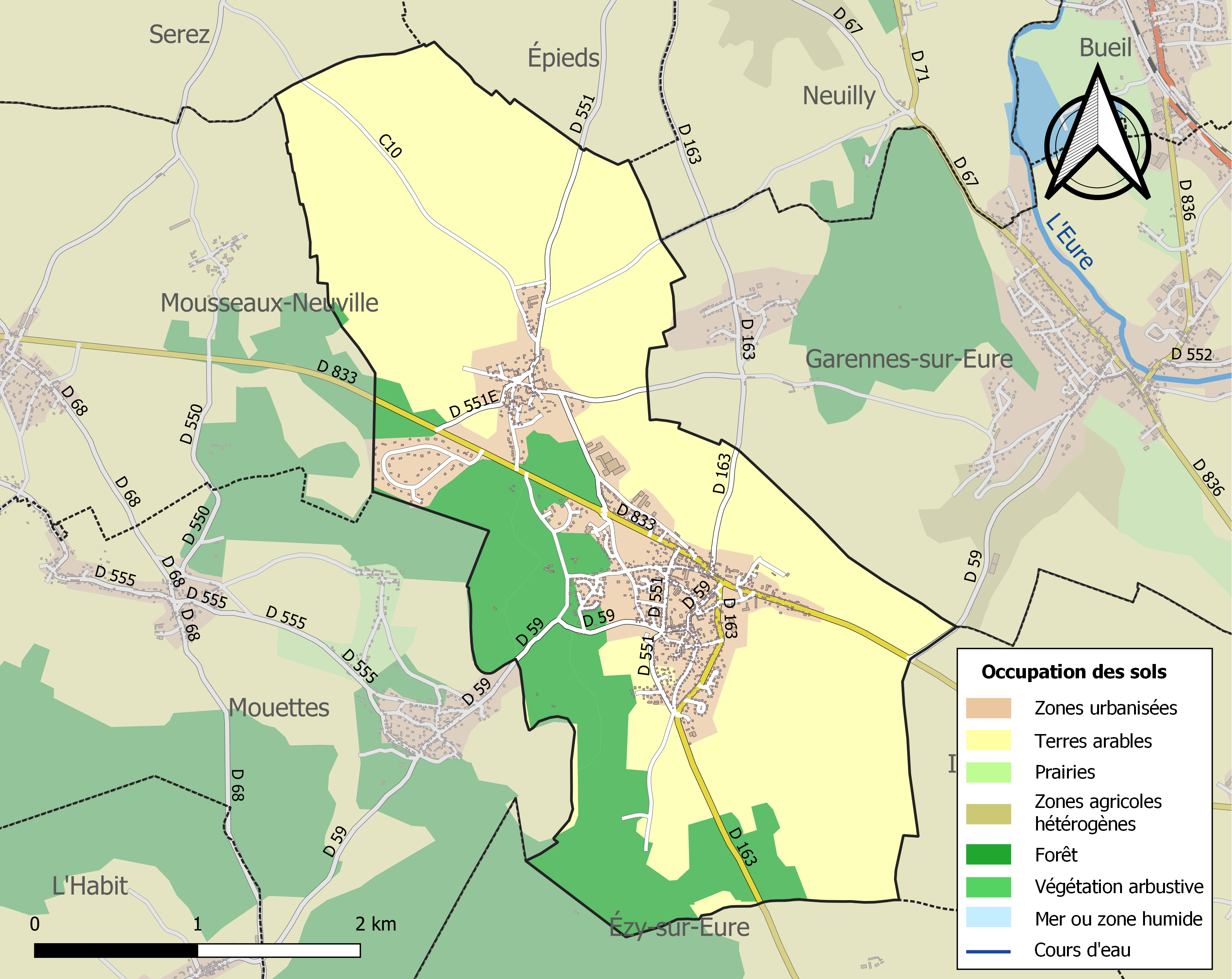
Kaart van de gemeente met belangrijkste infrastructuur, bodemgebruik en omliggende gemeenten

## Demografie
Onderstaande figuur toont het verloop van het inwonertal (bron: INSEE-tellingen).